# Menyhért Gábor Hajdu
Menyhért Gábor Hajdu ou Gábor Hajdu, né le 15 octobre 1938 à Sânmartin, est un homme politique roumain issu de la communauté magyare de Roumanie membre de l'Union démocrate magyare de Roumanie.
Il est sénateur de 1990 à 1992, et de 1996 à 2000. Du 10 juin 1998 au 28 décembre 2000 il est ministre de la Santé dans les gouvernements Vasile et Isărescu.